# Venners nærhet
"Venners nærhet" ("A Proximidade de Amigos") foi a canção selecionada para representar a Noruega no Festival Eurovisão da Canção 1989, interpretada em norueguês por Britt Synnøve Johanssen.Foi a oitava canção a ser interpretada na noite do evento, a seguir à canção britânica "Why Do I Always Get it Wrong?", interpretada pela banda Live Report e antes da canção portuguesa "Conquistador", interpretada pela banda Da Vinci). No final, a canção norueguesa classificou-se em 17.º lugar, tendo recebido um total de 30 pontos.

## Autores
- Letra: Leiv N. Grøtte
- Música: Inge Enoksen
- Orquestrador:Pete Knutsen

## Letra
A canção é uma balada, com Synnøve cantando sobre a força que a amizade tem, mesmo quando o resto do mundo está contra os amigos em questão. A canção é assim sobre a amizade e como esta é necessária para todos nós.

## Versões
Synnøve gravou esta canção, além do original em norueguês, uma versão inglesa: "Worlds of friendship"